# Catharina Helena Dörrien
Catharina Helena Dörrien, född 1 mars 1717 i Hildesheim, död 8 juni 1795 i Dillenburg, var en tysk botaniker. Hon har kallats för "den mest firade kvinnliga tysktalande naturalisten i sin samtid". Hon var den första kvinna som identifierade ett taxon inom mykologin. Plantan Doerriena är uppkallad efter henne.
Auktorsnamnet Dörrien kan användas för Catharina Helena Dörrien i samband med ett vetenskapligt namn inom botaniken.

## Biografi
Catharina Helena Dörrien var dotter till pastorn Johann Jonas Dörrien och Lucia Catharina, och arbetade som guvernant från 1746. Hon tecknade av Oranien-Nassaus flora i en botanisk katalog som hon utgav 1777: i denna namngav hon två taxon inom mykologin, och hon var också den första i Tyskland som använde sig av Linnés taxonomiska system beskrivet i Systema naturae. Hon lämnade efter sig 1 400 botaniska illustrationer i vattenfärg. Hon valdes som medlem eller hedersmedlem i en rad vetenskapliga sällskap, bland dem som första kvinna i Gesellschaft Naturforschender Freunde zu Berlin 1776.